# 安东尼·斯托金
安东尼·斯托金（英語：Anthony Stocking，1951年—），英国男子赛艇运动员。他曾代表英国参加诺丁汉举行的1975年世界赛艇锦标赛，获得男子轻量级八人单桨有舵手铜牌。